# 波尔·尼鲁普·拉斯穆森
波尔·尼鲁普·拉斯穆森（丹麥語：Poul Nyrup Rasmussen，1943年6月15日—）丹麦政治家。曾任丹麦首相（1993年－2001年），欧洲社会党主席（2004年－2011年）。
拉斯穆森生于日德兰半岛西部的埃斯比约市。1971年毕业于哥本哈根大学。1987年至1992年任丹麦社会民主党副主席，1992年－2002年任社会民主党主席。1988年当选为议员。
雖然拉斯穆森與繼任人安德斯·福格·拉斯穆森和拉爾斯·勒克·拉斯穆森的姓氏相同，但他與二人並無親屬關係。拉斯穆森是丹麥第九常見的姓氏。
| 前任： 保罗·施吕特 | 丹麦首相 1993年－2001年   | 繼任： 安德斯·福格·拉斯穆森 |
| 前任： 斯文·奥肯   | 社民党主席 1992年－2002年 | 繼任： 莫恩斯·吕克托夫特    |